# Bo Olsson
Bo Göran Olsson, född 17 mars 1950, död 25 september 2022, var en svensk jurist som var lagman i Kristianstads tingsrätt från 2008 till 2012.
Olsson utnämndes 12 januari 1995 till rådman i Kristianstads tingsrätt 1998-2001 var han tillförordnad lagman i Karlshamns tingsrätt och 2008 blev han  lagman i Kristianstads tingsrätt. 